# 하비 로페스 (1986년생 축구 선수)
하비에르 '하비' 로페스 로드리게스(Javier 'Javi' López Rodríguez, 1986년 1월 21일~)는 스페인의 축구 선수이다. 그는 축구 선수로서 대부분의 시간을 2007년에 계약한 에스파뇰에서 보내며, 에스파뇰 소속으로 283경기를 뛰었다.

## 구단 경력

### 에스파뇰
레알 베티스의 유소년팀 출신인 로페스는 2007년 RCD 에스파뇰과 계약을 맺었다.2009년 10월 4일 , 그는 에스파뇰 소속으로 라리가 에서 비야레알 CF를 상대로 데뷔전을 치렀으며, 경기는 0-0 무승부로 종료되었다.
2010-11 시즌부터는 주전 선수로 자리잡으며, 마우리시오 포체티노 감독에 지휘에 따라 미드필더와 수비수 여러 포지션에서 뛰었다. 2011년 9월 18일에는 프로 축구 선수로서 첫 득점을 기록했지만 경고 누적으로 퇴장을 당했으며, 해당 경기는 2-1로 패배했다.
2014년 3월 29일, FC 바르셀로나와의 홈 경기에서 지신의 팀의 골키퍼가 퇴장 당하자 로페스는 남은 시간 골키퍼로 활약하며, 추가 실점을 막았다. 그는 2017년 3월에 계약을 2년 더 연장했다.

### 애들레이드 유나이티드
로페스는 2020년 11월 25일에 1년 계약으로 A리그 구단 애들레이드 유나이티드 FC에 합류했다.